# A Day in the Life of Bonnie Consolo
A Day in the Life of Bonnie Consolo ist ein US-amerikanischer Dokumentar-Kurzfilm aus dem Jahr 1975 von Barry Spinello, für und mit dem er für einen Oscar nominiert war.

## Inhalt
Der Dokumentarfilm zeigt, wie sich Bonnie Consolo, die keine Arme hat, den täglichen Herausforderungen ihres Lebens stellt. Mit Hilfe ihrer beiden Füße bewältigt sie sowohl den Abwasch als auch das Schälen eines Apfels. Sie bereitet ihre Kinder für die Schule vor, kocht Mittagessen und benutzt dabei ihre Füße so geschickt, als seien es Hände. Auch das Tragen von Gegenständen stellt kein Hindernis dar, ebenso wie das Zubereiten eines eisgekühlten Getränks. Im Supermarkt wählt sie Artikel aus und befördert diese mit einem ihrer Füße in ihren Einkaufskorb. Den Beleg für ihren Einkauf an der Kasse unterschreibt sie ebenfalls mit einem ihrer Füße. Autofahren kann Bonnie Consolo dank ihrer Füße ebenfalls. Ihr Auto ist nicht an ihre Behinderung angepasst. 
Sie schneidet ihrem kleinen Sohn sogar die Haare, wobei sie beide Füße benutzt, und bindet ihm seine Turnschuhe, die Schnürsenkel haben, zu. Ihre Familie muss auch nicht auf einen selbstgebackenen Kuchen verzichten, den Bonnie Consolo auch selbst aus dem heißen Ofen holt. Ebenso pflückt sie Obst in ihrem Garten, das sie später einweckt, und schneidet mit einem scharfen Messer Tomaten, während sie sich auf einem Hocker mit Rädern jeweils dorthin bewegt, wo sie gerade etwas zu erledigen hat.
Sie stellt die Uhr und bindet sich, auf dem Bett liegend, selbst einen Gürtel um. Auch Wimperntuschen und Pudern ist für Bonnie Consolo etwas, was sie beherrscht, als hätte sie Hände. Bonnie Consolo sieht sich selbst als ganz normale Frau, die ihren Alltag ebenso bewältigt, wie das Frauen tun, die Hände haben. 

## Produktionsnotizen, Hintergrund
Der Film wurde produziert von Arthur Barr Productions. Victoria Weisblat war die begleitende Harfenistin.
Bonnie J. Consolo (1938–2005), geborene Bonnie Jean Pflug, die in Kentucky geboren wurde, war das dritte von fünf Kindern. Sie wurde ohne Arme geboren. Sie absolvierte die High School und heiratete 1966 Frank Consolo. Die amerikanischen Medien wurden durch den 1975 veröffentlichten Dokumentarfilm von Barry Spinello auf sie aufmerksam. Als der Film entstand, lebte Consolo mit ihrem Mann und ihren beiden Söhnen in Columbus in Ohio. Als Consolo in einem Interview von dem Journalisten Mike Wallace gefragt wurde, was die Zuschauer wohl von einer Frau halten würden, die mit ihren Füßen mit Lebensmitteln hantiere, konterte sie, dass sie ihre Füße häufiger wasche, als die meisten Menschen ihre Hände. Wallace erzählte später, dass sie für ihn zu den unvergesslichsten Menschen zähle, die er während seiner Sendung kennengelernt habe. 1986 heiratete Bonnie J. Consolo nach der Scheidung von ihrem ersten Mann erneut, 1993 veröffentlichte sie ihre Autobiografie Bonnie, an Autobiography.

## Auszeichnung
Oscarverleihung 1976
- Oscarnominierung für und mit diesem Film für Barry Spinello in der Kategorie „Bester Kurzfilm“